# Абель (епископ Реймса)
Святой Абель (фр. Abel de Reims; ? — 5 августа 764, Лоб) — французский религиозный деятель, архиепископ Реймса (744 — 05.08.751), бенедиктинец.
Известен своим соперничеством с несколькими церковными лидерами, в первую очередь с Милоном, который отказался передать ему епископство по решению папы римского Захария, сделанным с подачи святого Бонифация, вероятно, противника Милона.
Абель был сторонником Бонифация, и с его помощью ему удалось стать епископом Реймса. Однако через некоторое время Милону удалось его изгнать и поставить на место своего сторонника Тильпина.
После этого Абель умер в монастыре. Позже был объявлен святым.